# Вид Фашаић
Вид Фашаић (Неговец (Врбовец) 6. јун 1911 — ) био је југословенски репрезентативац у веслању учесник Летњих олимпијских игара 1936. три европска првенства у веслању. Најчешће је веслао у дубл скулу. Био је члан ВК Гусар из Загреба, данас ВК Трешњевка. По занимању био је дипломирани инжењер шумарства

## Биографија
Вид Фашаић рођен је у сеоској породици од оца Луке и мајке Марије (рођ.Антолковић). Основну школу завршио је у родном Неговцу 1922. а Прву државну реалну гимназију у Загребу 1930. Шумарство је студирао на Пољопривредно - шумарском факултету у Загребу. Апсолвирао је у школској години 1934/35. а дипломирао 20. јуна 1938. године.
У својој дугогодишњој каријери био је запослен у шумском грађевинарсту и дрвној индустрији. Радио је на изградњи шумских пруга по целом шумском подручју Славоније. био је директор Шумско - грађевинског предузећа Нова Градишка. Од 1953. до одласка у пензију 1977. радио је у дврној индустрији:најпре као директор ДИП Новоселец, па ДИП Сисак и на крају директор Пословног удружења дрвне индустрије Хрватске. Као пензионер живео је у Загберу.
За свој рад, нарочито за организацију конкретних радова на терену и дрвнип предузећима, добио је признања од Министарства шума и Привредне коморе, као и низ других признања.

## Спортска биографија
Вид Фашаић се у млађим годинама (1926—1936) активно бавио веслачким спортом. У разним дисциплинама побеђивао је на многим такмичењима, али највећи успек постигао је веслању у дубл скулу. После победа на првенствима Загреба и успеха на првенстима Југославије, позван је у веслачку репретентацију. На свом првом Европском првенстви 1932 у Београду веслао је у пару са Зденком Киршмајером. Стигли су 5. у А финалу. Следеће године такође на европском првенсте у Будимпешти дубл скул је веслајући у исто саставу, као у Београду испао у предтакмичењу.
На Европском првенсту у Берлину 1935. Вид Фашаић са Драгом Матулајем поново испада у предтакмичењу.
Седеће године на Летњим олимпијским играма у Берлину поново са Матулајем пробојају се у полуфиналеу успева доћи до полуфинала где су и остали заузеврш укупно 10. место.